# مقیاس رومر
رومر مقیاسی (به دانمارکی: Rømer) به اختصار Ro مقیاس اندازه‌گیری دما است که منسوخی شده‌است این عنوان به پاسداشت ستاره‌شناس دانمارکی اُل اوله رومر(اولین فردی که سرعت نور را با دقت بالایی محاسبه کرد) گذاشته شده‌است. وی این مقیاس را در سال ۱۷۰۱ میلای ارائه کرد.